# Malqum
Malqum fou una ciutat estat i regne de la zona a l'est del Tigris, entre Eshnuna i Der. Apareix esmentada a les tauletes de Mari vers 1770 aC quan era rei Ipig-Ishtar. El rei d'Elam enviava els seus missatgers des de Susa a Babilònia, passant per Der i per Malqum. A l'est d'Eshnuna s'esmenta també la ciutat de Diniktum que ja pertanyia a Elam.